# Blaž Jakopič
Blaž Jakopič (Bled, 1º novembre 1945) è un ex sciatore alpino jugoslavo, dal 1991 sloveno, che gareggiò per la nazionale jugoslava.

## Biografia
Sciatore polivalente, Jakopič debuttò in campo internazionale in occasione della 3ª Coppa Vitranc, il 29 febbraio 1964 a Kranjska Gora in slalom gigante (34º), e in Coppa del Mondo durante la stagione inaugurale del circuito, il 20 gennaio 1967 a Kitzbühel in discesa libera (76º). L'anno dopo partecipò ai X Giochi olimpici invernali, sua unica presenza olimpica, classificandosi 51º nella discesa libera, 43º nello slalom gigante, 28º nello slalom speciale e 16º nella combinata, disputata in sede olimpica ma valida solo ai fini dei Mondiali 1968; sempre nel 1968 conquistò il miglior piazzamento in Coppa del Mondo, il 10 marzo a Kranjska Gora in slalom speciale (9º). Prese per l'ultima volta il via in Coppa del Mondo il 28 gennaio 1973 a Kitzbühel nella medesima specialità, senza completare la gara, e l'ultimo risultato della sua carriera agonistica fu la medaglia d'oro nella combinata che vinse ai Campionati jugoslavi 1973.

## Palmarès

### Coppa del Mondo
- Miglior piazzamento in classifica generale: 57º nel 1968

### Campionati jugoslavi
- 10 ori (discesa libera, slalom speciale, combinata nel 1967; slalom gigante, combinata nel 1968; discesa libera, slalom gigante nel 1969; slalom speciale nel 1971; slalom gigante nel 1972; combinata nel 1973)[1]